# Tetralobus kivuensis
Tetralobus kivuensis is een keversoort uit de familie kniptorren (Elateridae). De wetenschappelijke naam van de soort is voor het eerst geldig gepubliceerd in 1964 door Laurent.